# Kayave
Kayave är ett vattendrag i Burundi. Det ligger i den norra delen av landet, 70 kilometer nordost om huvudstaden Bujumbura.
Omgivningarna runt Kayave är en mosaik av jordbruksmark och naturlig växtlighet. Runt Kayave är det tätbefolkat, med 591 invånare per kvadratkilometer.